# July Morning
Singles de Uriah Heep
Spider Woman
(1972) Stealin'
(1973)
July Morning est une chanson du groupe de rock britannique Uriah Heep extraite de leur troisième album studio, Look at Yourself, sorti en septembre 1971 (sur le label Bronze Records au Royaume-Uni et sur le label Mercury Records aux États-Unis).
Le critique Dave Thompson du site musical AllMusic écrit :

« D'autres albums d'Uriah Heep ont leurs chefs-d'œuvre, d'autres ont leurs classiques. Mais aucune chanson dans le répertoire du groupe ne peut jamais dépasser July Morning, une épopée de plus de dix minutes <...> »

La chanson a été publiée en single en 1972 au Japon (par Bronze Records), et en 1973 aux États-Unis (par Mercury Records),.

## Composition
La chanson est écrite par David Byron et Ken Hensley, deux membres de Uriah Heep. L'enregistrement de Uriah Heep a été produit par Gerry Bron.